# Calodexia grata
Calodexia grata är en tvåvingeart som först beskrevs av Wulp 1890.  Calodexia grata ingår i släktet Calodexia och familjen parasitflugor. Inga underarter finns listade.